# Wiesneria triandra
Wiesneria triandra är en svaltingväxtart som först beskrevs av Nicol Alexander Dalzell, och fick sitt nu gällande namn av Marc Micheli. Wiesneria triandra ingår i släktet Wiesneria och familjen svaltingväxter. IUCN kategoriserar arten globalt som livskraftig. Inga underarter finns listade.